# Herthjóf de Hordaland
Segundo a saga de Gautrek, Herthjóf (nórdico antigo: Herþjófr) fi um caudilho víquingue da Noruega, rei do Hordaland. Numa noite, Herthjóf atacou em surpresa o reino de Agder, matou o rei Harald e tomou o seu filho Vikar como refém para se assegurar dum comportamento adequado dos antigos vasalos de Haraldo. Alguns anos mais tarde, Vikar reúne alguns heróis, incluído o lendário Starkad, atacou em surpresa a morada de Herthjóf, e matou o rei e trinta do seus homens. Vikar torna-se assim rei de Agder, Jadar (Jaðar, actual Jæderen em Hordaland), e o reino de Hardanger (Harðangr, actual Hardanger) onde Herthjóf também governava.
Herthjóf e o filho do rei Hunthjóf (Hunþjófr), filho de Fridthjóf, o que Ressalta (Friðþjófr inn frækna), protagonista da Friðþjófs saga hins frœkna.